# Prince Abdulaziz (yate)
El Prince Abdulaziz (en español Príncipe Abdulaziz) es uno de los yates reales de la familia real saudí. Fue botado en 1984 y en la actualidad es uno de los diez yates a motor más grandes del mundo, y durante veintidós años fue el más grande del planeta.

## Historia
Fue construido en Dinamarca a principios de los años ochenta del pasado siglo por encargo del Rey Fahd bin Abdulaziz de Arabia Saudí. Su diseño corrió a cargo de Maierform y fue construido en el año 1984 por los astilleros Helsingør Værft en Helsingor, Dinamarca. Con 147 m de eslora (482 pies y 3 pulgadas), el Prince Abdulaziz fue el más largo y alto del mundo, honor que conservó durante 22 años hasta que fue superado por el yate Dubai en el año 2006. El Prince Abdulaziz pertenece a la familia real saudí.
El Prince Abdulaziz tiene una manga de 18,3 m y un calado de 4,9 m. Es propulsado por dos grupos electrógenos diésel Pielstick de 5816 kW. A velocidad de crucero puede alcanzar 18 nudos (33 km/h; 21 mph), pero se puede elevar hasta los 22 nudos (41 km/h; 25 mph). A plena capacidad, el yate puede albergar a una tripulación de 65 personas, teniendo capacidad para 64 pasajeros. El diseño de los interiores corrió a cargo del conocido diseñador David Nightingale Hicks.